# Старк (округ, Індіана)
Шаблон:StateAbbr_ 41°17′ пн. ш. 86°39′ зх. д. / 41.28° пн. ш. 86.65° зх. д.
Округ Старк (англ. Starke County) — округ (графство) у штаті Індіана, США. Ідентифікатор округу 18149.

## Історія
Округ утворений 1850 року.

## Демографія
За даними перепису
2000 року
загальне населення округу становило 23556 осіб, зокрема міського населення було 6875, а сільського — 16681.
Серед мешканців округу чоловіків було 11660, а жінок — 11896. В окрузі було 8740 домогосподарств, 6447 родин, які мешкали в 10201 будинках.
Середній розмір родини становив 3,1.
Віковий розподіл населення поданий у таблиці:
| Стать    | До 15 років | 15-21 | 22-29 | 30-39 | 40-49 | 50-65 | 65-85 | Понад 85 |
| -------- | ----------- | ----- | ----- | ----- | ----- | ----- | ----- | -------- |
| Чоловіки | 2639        | 1210  | 1093  | 1626  | 1814  | 1860  | 1307  | 111      |
| Жінки    | 2539        | 1066  | 1076  | 1635  | 1802  | 1927  | 1608  | 243      |

## Суміжні округи
- Лапорт — північ
- Сент-Джозеф — північний схід
- Маршалл — схід
- Фултон — південний схід
- Пуласкі — південь
- Джеспер — захід
- Портер — північний захід

## Виноски
1. ↑  U.S. Decennial Census. US Census Bureau. Процитовано 10 липня 2014.
2. ↑  Historical Census Browser. University of Virginia Library. Архів оригіналу за 11 серпня 2012. Процитовано 10 липня 2014.
3. ↑  Population of Counties by Decennial Census: 1900 to 1990. US Census Bureau. Процитовано 10 липня 2014.
4. ↑  Census 2000 PHC-T-4. Ranking Tables for Counties: 1990 and 2000 (PDF). US Census Bureau. Процитовано 10 липня 2014.
5. ↑  Starke County QuickFacts. US Census Bureau. Архів оригіналу за 7 червня 2011. Процитовано 25 вересня 2011. [Архівовано 2011-06-07 у Wayback Machine.](англ.) Наведено за англійською вікіпедією.
6. ↑  American FactFinder. Бюро перепису населення США. Архів оригіналу за 26 лютого 2012. Процитовано 31 січня 2008. [Архівовано 2008-05-21 у Wayback Machine.]

| США | Це незавершена стаття з географії США. Ви можете допомогти проєкту, виправивши або дописавши її. |